# Strike Anywhere
Strike Anywhere is een Amerikaanse punkband afkomstig uit Richmond, Virginia.
De band heeft enige bekendheid verkregen nadat muziek van Strike Anywhere is gebruikt in drie videospellen van skater Tony Hawk: Tony Hawk's Underground (20003, "Refusal"), Tony Hawk's American Wasteland (2005, "Question the Answer"), en Tony Hawk's Downhill Jam (2006, "The Promise"). Ook is de band te zien in de documentaire Wake Up Screaming over Warped Tour in 2005.

## Geschiedenis
De band werd opgericht in 1999 na het uiteenvallen van frontman Thomas Barnett zijn vorige band Inquisition. Strike Anywhere is vernoemd naar de titel van een nummer van Inquisition. De band bestond in eerste instantie uit Barnett, Matt Smith, Garth Petrie, Eric Kane, en Mark Miller. De band speelde de laatste show met gitarist Matt Sherwood op 17 maart 2007 in Auckland, Nieuw-Zeeland. Hij werd vervangen door Mark Miller. Sinds deze periode is Strike Anywhere meer wereldwijde tours gaan doen, waaronder door Noord-Amerika, Zuid-Amerika, Azië en Europa. De band heeft albums uit laten brengen bij toonaangevende punklabels, waaronder Jade Tree Records en Fat Wreck Chords.

## Politieke standpunten

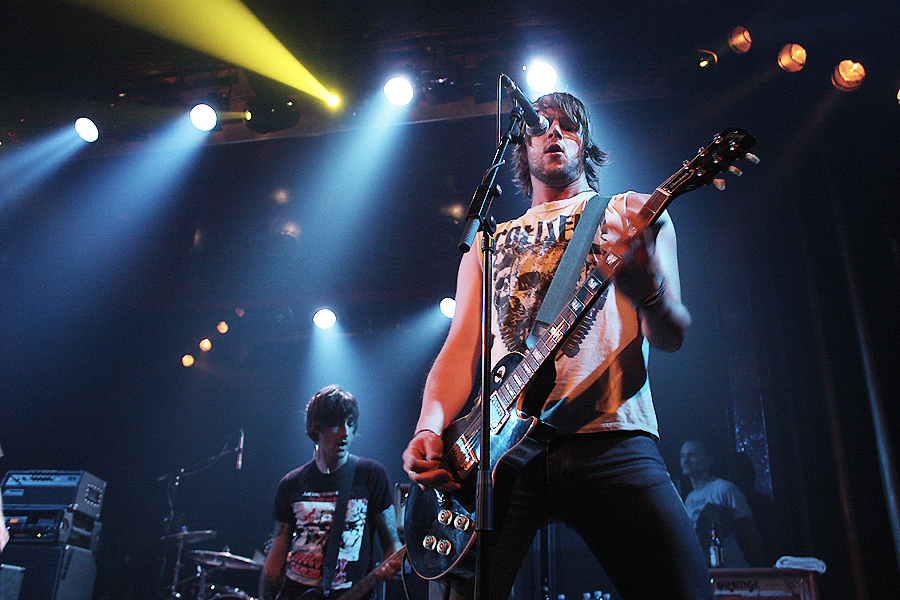
Strike Anywhere in 2010.

De stijl van Strike Anywhere valt onder het genre anarcho-punk. De teksten van de band zijn dan ook vrij links en gaan voornamelijk over maatschappelijke onderwerpen waaronder politiegeweld, antikapitalisme, vrouwenrechten, dierenrechten, en globalisering. De band heeft daarnaast ook nummers opgenomen voor enkele links politieke compilatiealbums, waaronder een liveversie van "Sunset on 32nd" voor 1157 Wheeler Avenue: A Memorial for Amadou Diallo en "To the World" voor Rock Against Bush, Vol. 1.
Het logo is afgeleid van de antifascistische cirkel, het logo van het IJzeren Front, een Duitse antifascistische en sociaaldemocratische organisatie die bestond gedurende de laatste jaren van de Weimarrepubliek.

## Leden
| Huidige leden - Thomas Barnett - zang (1999-present) - Matt Smith - gitaar, zang (1999-present) - Garth Petrie - basgitaar (1999-present) - Eric Kane - drums (1999-present) - Mark Miller - gitaar, zang (2007-present) | Voormalige leden - Matt Sherwood - gitaar, zang (1999-2007) |

## Discografie

### Studioalbums
- Change is a Sound (Jade Tree Records, 2001)
- Exit English (Jade Tree Records, 2003)
- Dead FM (Fat Wreck Chords, 2006)
- Iron Front (Bridge 9 Records, 2009)

### Ep's
- Chorus of One (Red Leader Records (CD)/No Idea Records (LP), 2000)
- Fat Club #5 (Fat Wreck Chords, 2001)
- Underground Europe: The 1999 Demos (Scene Police, 2001)
- Iron Front EP (Bridge 9 Records 2009)
- Live at the Montage Music Hall (Bridge 9 Records, 2012)

### Overige albums
- Live At Camden Underworld (Punkervision, split- en livealbum met As Friends Rust, 2001)
- To Live in Discontent (Jade Tree Records/Chunksaah Records, verzamelalbum 2005)
- In Defiance of Empty Times (Bridge 9 Records, 2012, akoestisch livealbum)